# Filippo Bigioli

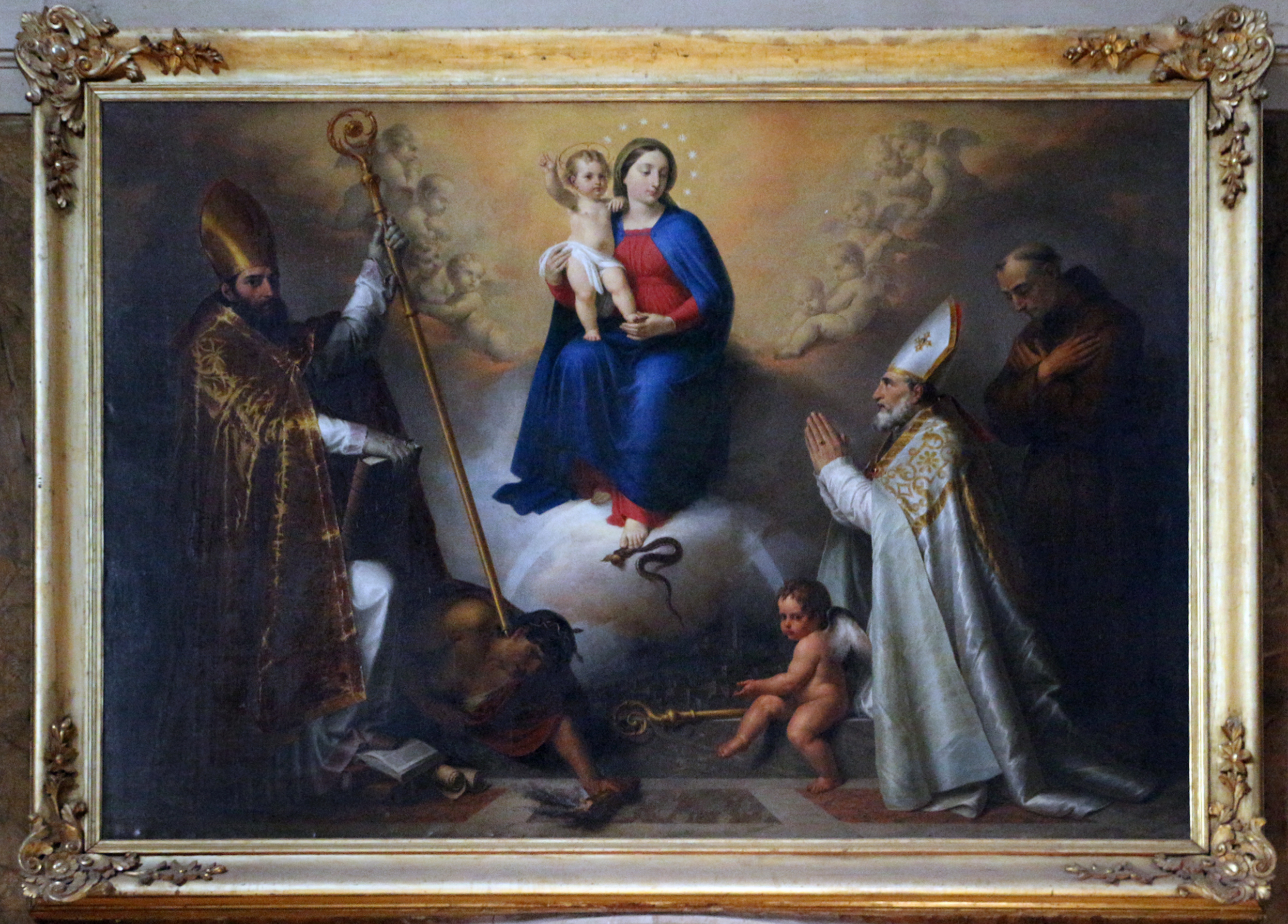
Vierge à l'Enfant avec Augustin d'Hippone, Séverin du Norique et Pacifique de San Severino, XIXe siècle

Filippo Bigioli, né le 4 juin 1798 à San Severino Marche et mort le 17 janvier 1878 à Rome, est un peintre néoclassique italien et sculpteur du XIXe siècle.

## Biographie
En 1861, il peignit environ deux douzaines de larges toiles sur Dante Alighieri et son œuvre, toiles qui furent un temps exposés au Palais Altieri avant d'être emmené au Royaume-Uni en tournée. Ces tableaux furent créés avec la collaboration de Romualdo Gentilucci et Vincenzo Paliotti en plus de son tuteur Alfonso Chierici. Il prit part aussi à la reconstruction du palais du comte Torlonia à Rome, en partie détruite. Plusieurs de ses œuvres peuvent maintenant être retrouvées dans un musée de sa ville natale.